# Géorgie-Russie en rugby à XV
Cet article retrace l'ensemble des rencontres de la Géorgie et la Russie en rugby à XV.

## Historique
Alors que la Géorgie déclare son indépendance vis-à-vis de l'URSS en 1991, ses débuts sur la scène internationale du rugby se font dans la difficulté, notamment dans l'organisation de rencontres pour son équipe nationale. En 1993, la Géorgie affronte pour la première fois la Russie, « héritière » de l'équipe nationale de l'Union soviétique ; les Russes remportent cette première rencontre. Depuis, la Géorgie n'a plus perdu aucun match contre la Russie,.
La deuxième guerre d'Ossétie du Sud de 2008, opposant la Géorgie à l'Ossétie du Sud et à la Russie, a particulièrement entretenu la rivalité sportive entre les deux nations. Les rencontres de championnat d'Europe de 2009 et 2010 sont par ailleurs délocalisées sur terrain neutre, en Turquie et en Ukraine. Depuis, le statut de l'Ossétie du Sud-Alanie, république séparatiste à reconnaissance limitée mais dont l'indépendance vis-à-vis de la Géorgie est reconnue par la Russie, fait également partie des motifs extra-sportifs contribuant à la tension lors des matchs de rugby géorgio-russes.
La rivalité rugbystique entre la Géorgie et la Russie est fréquemment citée parmi les plus intenses entre nations de rugby,,. Les rencontres entre la Géorgie et la Russie attirent par ailleurs un grand nombre de spectateurs, avec la présence régulière de plus de 50 000 personnes par match.

## Les confrontations
Liste des confrontations entre ces deux équipes :
| No         | Date             | Lieu                                     | Match            | Score   | Compétition                   |
| ---------- | ---------------- | ---------------------------------------- | ---------------- | ------- | ----------------------------- |
| 1          | 25 mai 1993      | Sopot Pologne                            | Russie – Géorgie | 15 – 9  | Qualifications Coupe du monde |
| 2          | 20 octobre 1996  | Tbilissi Géorgie                         | Géorgie – Russie | 29 – 20 | Trophée européen              |
| 3          | 20 mai 1998      | Tbilissi Géorgie                         | Géorgie – Russie | 12 – 6  | Trophée européen              |
| 4          | 4 mars 2001      | Krasnodar Russie                         | Russie – Géorgie | 23 – 25 | Championnat européen          |
| 5          | 3 mars 2002      | Tbilissi Géorgie                         | Géorgie – Russie | 12 – 12 | Championnat européen          |
| 6          | 13 octobre 2002  | Tbilissi Géorgie                         | Géorgie – Russie | 17 – 13 | Test match                    |
| 7          | 8 mars 2003      | Krasnodar Russie                         | Russie – Géorgie | 17 – 23 | Championnat européen          |
| 8          | 6 mars 2004      | Tbilissi Géorgie                         | Géorgie – Russie | 9 – 3   | Championnat européen          |
| 9          | 20 novembre 2004 | Krasnodar Russie                         | Russie – Géorgie | 15 – 27 | Championnat européen          |
| 10         | 4 février 2006   | Tbilissi Géorgie                         | Géorgie – Russie | 46 – 19 | Championnat européen          |
| 11         | 24 mars 2007     | Tbilissi Géorgie                         | Géorgie – Russie | 31 – 12 | Championnat européen          |
| 12         | 12 avril 2008    | Krasnoïarsk Russie                       | Russie – Géorgie | 12 – 18 | Championnat européen          |
| 13         | 22 mars 2009     | Stade Volodymyr-Boiko, Marioupol Ukraine | Russie – Géorgie | 21 – 29 | Championnat européen          |
| 14         | 20 mars 2010     | Stade Akçaabat-Fatih, Trabzon Turquie    | Géorgie – Russie | 36 – 8  | Championnat européen          |
| 15         | 19 mars 2011     | Sochi Central Stadium, Sotchi Russie     | Russie – Géorgie | 9 – 15  | Championnat européen          |
| 16         | 17 mars 2012     | Stade Mikheil-Meskhi, Tbilissi Géorgie   | Géorgie – Russie | 46 – 0  | Championnat européen          |
| 17         | 23 février 2013  | Sochi Central Stadium, Sotchi Russie     | Russie – Géorgie | 9 – 23  | Championnat européen          |
| 18         | 22 février 2014  | Stade Boris-Paichadze, Tbilissi Géorgie  | Géorgie – Russie | 36 – 10 | Championnat européen          |
| 19         | 14 mars 2015     | Stade Mikheil-Meskhi, Tbilissi Géorgie   | Géorgie – Russie | 33 – 0  | Championnat européen          |
| 20         | 12 mars 2016     | Sochi Central Stadium, Sotchi Russie     | Russie – Géorgie | 7 – 24  | Championnat européen          |
| 21         | 12 mars 2017     | Stade Boris-Paichadze, Tbilissi Géorgie  | Géorgie – Russie | 28 – 14 | Championnat international     |
| 22         | 10 mars 2018     | Stade Kouban, Krasnodar Russie           | Russie – Géorgie | 9 – 29  | Championnat international     |
| 23         | 17 mars 2019     | Stade Kouban, Krasnodar Russie           | Russie – Géorgie | 6 – 22  | Championnat international     |
| 24         | 7 février 2021   | Stade Mikheil-Meskhi, Tbilissi Géorgie   | Géorgie – Russie | 16 – 7  | Championnat international     |
| 25         | 20 mars 2021     | Stade Kaliningrad, Kaliningrad Russie    | Russie – Géorgie | 6 – 23  | Championnat international     |
| [ Note 1 ] | 27 février 2022  | Stade Mikheil-Meskhi, Tbilissi Géorgie   | Géorgie – Russie | 0 – 0   | Championnat international     |